# 二重相続理論
二重相続理論（にじゅうそうぞくりろん、dual inheritance theory、略称：DIT）あるいは二重継承理論、遺伝子-文化共進化とは、人間を生物学的な進化と文化的な進化の間の相互作用の産物として捉えていく見方。「文化的な特性が生物学的な特性に優先する」といった見方と対比され1970年代から1980年代にかけて提唱された。二重相続理論では文化の伝播や発展は、遺伝的な特性によって影響・束縛を受けているとし（遺伝→文化への影響）、また文化の状態が淘汰圧として遺伝的な特性に影響を及ぼしていると考える（文化→遺伝）。そしてこの両方の相互作用の結果として、人類を捉えていく。すなわち遺伝的な階層とミーム（仮想的な文化的情報の単位）のような高次の階層との間で織り成される、一種の共進化を仮定する。これは学際的な分野であり、進化生物学、心理学、文化人類学といった領域と関わる。

## 理論的基盤
二重相続理論（以下DIT）は人間の進化が遺伝的進化と文化的進化の相互作用によって起きると考える。DITはまた自然選択による遺伝的、生物学的進化が人間の進化の重要な要素であり、文化的な特性は遺伝的要因の束縛を受けると認める。しかし同時に遺伝的進化が人間に並行的な文化進化を与えたと認める。
DIT主要な主張は三点ある。
1.文化的能力は適応である。

文化を保持し伝達する能力は遺伝的に進化した人間の精神メカニズムに起因する。これは一種の社会学習が累積的な文化進化を引き起こし、それが遺伝的進化に有利さをもたらしたことを意味する。
2.文化は進化する

社会学習のプロセスは文化進化を引き起こす。文化形質は遺伝的形質とは別に伝達される。したがって、集団の異なるレベルに影響を与える。これは人間行動の多様性を説明することができる。
3.遺伝子と文化は共進化する

文化形質は遺伝的選択が働く社会的、肉体的環境を変える。
例えば農業や酪農の採用はデンプンやラクトースの効果的な消化を促す遺伝的な選択圧を人間にかけた。他の例として、いったん文化が適応価を人にもたらし始めると、文化を保持し伝達する脳の認知的構造の改善の原因となったかも知れない。またこの改善は文化を保持する手段や伝達のバイアスにさらなる影響を与えたかも知れない。またDITは、特定の状況下で、文化進化が遺伝的には非適応な形質を選択すると予測する。この例は産業化社会で下落する出生率である。DITはこれが名声バイアスの結果であると仮説を立てる。産業化社会では影響力を保持するために繁殖を控える個人が文化的なモデルとして選ばれやすいかもしれない。

## DITの文化に対する見解
「文化」は人々の間の異なる現象を表現する用語として定義されてきたが、DITにおける「文化」は次のように要約できる。
文化は個人の脳に保持された情報であり、行動に影響を与える事ができる。そして社会的学習を通して他者の脳に到達する。
文化に対するこの視点は、文化が生成され保持されるプロセスに注目することで、集団が持つ思考を強調する。またこの視点は、文化を「個人が従うべき超個体的な実体」と見なす標準的な社会学の視点とは対照的に、文化を個人の動的な属性と見なす。この視点の主な利点は個体レベルのプロセスと集団レベルの所産を結び付けやすくなることである。

## 文化進化に対する遺伝子の影響
遺伝子は社会学習に関する精神的、神経的構造を通して文化進化に影響を与える。遺伝子は人間の脳を作るために必要な情報をコードしている。また遺伝子は以降に述べるような学習バイアスや伝達バイアスを人間に与えるかもしれない。甘いものが良い味がする、濡れていることは寒くて惨めであると我々が感じるという事実は、我々の遺伝的に構築される神経系の構造がどのように結婚、料理、住居の建設のような行動習慣や文化に影響を与えるかを説明する。

## 遺伝的進化に対する文化の影響
文化は人類集団の遺伝子頻度に大きな影響を与える事ができる。もっともよく知られた例の一つは、成人の乳糖不耐症である。北ヨーロッパやいくつかのアフリカの集団では歴史的に長く牛を飼育し、牛乳を摂取しており、そのために乳糖耐性の遺伝子型が一般的に見られる。東アジア人やアメリカ先住民のような酪農の習慣がなかった他の集団では他のほ乳類一般と同じように、離乳の年齢直後に[ラクターゼ]の生産をストップする遺伝子型が一般的である。これは牛を育て牛乳を摂取する文化がラクトース消化に関わる遺伝的性質を選択したことを意味する。

## 文化進化のメカニズム
DITでは文化の進化と持続は五つの主要なメカニズム（文化的なバリエーションへの自然選択、ランダムなバリエーション、文化的浮動、ガイドされたバリエーション、伝達バイアス）で説明される。
文化的変異への自然選択

個人間の文化のバリエーション（文化的変異）は個人間の成功率の差異を生み出す。そのために特定の文化的変異は他の人々に採用されやすくなる。この選択的なプロセスは伝達バイアスにも関連しており、各々の環境に適応した行動、習慣を生み出すことがある。
ランダムな文化的変異

ランダムな文化的変異は文化情報を学習、提示、追想する際の間違いによって引き起こされる。
文化的浮動

文化的浮動は大まかに生物学的進化における遺伝的浮動に類似している。文化的な特徴は人間集団の間で観察され、伝達されるときのランダムな偏りによってその頻度を変動させる。このような変動は文化的なバリエーションが人間集団から消える原因となるかも知れない。この効果は特に人口が少ない場合に起きやすいはずである。
ガイドされた変異

文化的な特徴は個々人の学習というプロセスを通して集団に定着する。いったん、個人が新しい特徴を学べば、それは集団の他の個人へ伝達されることができる。ガイドされた文化的変異はどのような文化的な差異が学習されるかを決定する適応的な基準に依存している 。
伝達バイアス

1970年代以降、文化的特徴が個人間で伝達される際のさまざまな異なる方法を理解することはDITの研究にとって重要な部分を占めていた。伝達バイアスはいくつかの文化的差異が伝えられる時、それが個人の好みに合うかどうかで差があるときに起きる。ボイドとリチャーソン（Boyd and Richerson 1985）はいくつかの起こりうる伝達バイアスを定義し、分析的にモデル化した。このリストは時間をかけ、特にHenrichとMcElreathらによって洗練された。
内容バイアス

内容バイアスは文化的変異の内容自体が受け入れられやすいものかどうかによって起きる文化伝達の偏りである。内容バイアスは遺伝的な嗜好、既存の文化的嗜好、あるいはその両方によって引き起こされる。たとえば食物の好みは、糖分や脂肪を好む遺伝的な嗜好と、タブーや習慣を文化的に学習することで決まる。内容バイアスはしばしば「直接的なバイアス」と呼ばれる。
状況バイアス

状況バイアスは個人がどの文化を受け入れるかを判断する際に彼らの属する集団の社会構造を考慮する際に起きる。この判断は文化的変異の内容に関係無く起きる。状況バイアスは大きく二つに分けられる。
1.モデルを基盤としたバイアス

個人が特定の「文化モデル」を選ぶときの偏りがモデル基盤バイアスである。モデル基盤バイアス主に四つに分けられる。(1)名声バイアス、(2)技術バイアス、(3)成功バイアス、(4)類似性バイアスである。
名声バイアス：より多くの名声が得られそうだと考えられるときに特定の文化的変異が模倣され、受け入れられる。名声の量は他人による潜在的な文化モデルに向けられる敬意の量を表しうる。技術バイアス：異なる文化モデルが技術を行使しているのを実際に、直接に見た場合、より良く働きそうな技術は模倣され、技術バイアスは起きる。成功バイアス：技術バイアスのように特定の専門化された文化モデルではなく、より一般的に成功している文化モデルは模倣される。それが成功バイアスである。類似性バイアス：現在の文化モデルの特徴と類似した特徴を持つ文化モデルは模倣されやすい。これが類似バイアスである。
2.頻度依存バイアス

集団中で認められる頻度に基づいて特定の文化的変異が選ばれるとき、頻度依存バイアスは起きる。もっともよく解明されているのは「服従バイアス」である。個人が平均的あるいは平均以上に存在する文化的変異を選ぶとき服従バイアスは起きる。もう一つは「希少さバイアス」である。個人が優先してまれな文化的変異を選ぶとき、希少さバイアスは起きる。これはしばしば「非協調的バイアス」と呼ばれる。

## 社会学習と累積的な文化進化
DITでは、文化の進化は社会学習の進化に依存している。分析モデルは、遺伝的進化が環境の変化を追うことができないくらい素早く環境が変化するときに、社会的学習が進化的な利益をもたらす事を示す。他の種の生物にも社会的学習があるが、複数レベルの文化を持つのは人だけであり、いくつかの鳥類とチンパンジーは累積的な文化を持つことが知られている。
ボイドとリチャーソンは累積的な文化進化が観察学習に依存しており、集団中でまれであるときには効果が低いために他の種では一般的でないと主張する。彼らは更新世の環境の変化がふさわしい環境状態を提供したかも知れないと提案する。
マイケル・トマセロは、人間が他者を精神を持った存在であると認識するための認知的構造を発達させたときに始まった「ラチェット効果」の結果、累積的な文化進化が生じたと主張した。さらにトマセロは1980年代にヒトと大型類人猿の間で見つかる観察学習メカニズムに若干の相違があると主張した。それは大型類人猿の習慣と人間型の文化の相違を説明するために用いられる。

## 文化的群選択
一般的に、生物学的進化については群選択は存在しないか重要でないと考えられているが、DITは文化遺伝の性質のために、群選択が文化進化の重要な要因である可能性を予測する。群選択が文化進化で働くと思われる理由は順応バイアスと伝達バイアスのためである。
順応バイアスは新たな文化的特徴が集団に広まることを困難にする。さらに集団間で文化のバリエーションが維持される助けともなる。この順応バイアスの二つの特徴（集団間の変異の差、集団内の変異の均一性）は群選択が働くために必要であるが、生物学的遺伝においてはまれである。
1970年代初期におけるルイジ・ルーカ・カヴァッリ＝スフォルツァとマーカス・フェルドマン(Marcus Feldman)の先駆的な仕事に基づいて、ボイドとリチャーソンは形質が社会学習まで広まると順応バイアスがほとんど回避不可能であることをしめした。これは文化進化において群選択が一般的であることを意味する。
群選択はまた、集団の形成率が集団の絶滅率よりも大きいにしか働かない。ニューギニアにおける小集団の形成率と絶滅率の分析は、文化的群選択が社会構造の様相が流行に乗って急速に変わるのではなく、ゆっくりと変化することのよい説明である可能性を意味する。集団間の多様性を維持する文化進化の能力の解明は文化的な系統学の研究を考慮しなければならない。

## 発展と人口
有機的な進化論者が数学モデルを20世紀の第1四半期の進化の特性を調査するために使い始めた。努力の目的は個人と遺伝子の極小スケール特性をとって、個人の住民の方へ彼らの大きさを調整して、そして仮定されたマイクロレベル過程の長期の進化の結果を推論することであった。経験論者が、中間に多くの世代にわたって起きることの上にではなく、マイクロスケール過程と長期の結果両方の上にハンドルを持っている。さらに、人間の直観力は時間の長い期間の上に住民の行動を想像することにそれほど優れていない。それ故数学が非常に貴重な手助けを証明した。

## 発展と文化
これらの方法は文化的な進化を調査するために改変された。問題は遺伝学の進化のそれに類似していると思われる。
- 人々は、学んで、そして教えることによって他の人たちから情報を獲得する。
- 文化の伝達は不完全であり、伝達は常に正確であるというわけではない。
- 人々が、獲得された変化の遺産のために文化をシステムにして、新しい文化的な変形を発明する。
- 人々が同じく引き取って、そして使う文化的な変形、（性淘汰に関しては、彼らの子のために良い遺伝子を手に入れるために、個人が仲間を選ぶかもしれないけれども）、遺伝子系でできない過程を選んで、そして選択する。

社会科学者はこのような文化的な進化のマイクロレベル過程の合理的な正確な表示を構築するのに十分なことについて公正な量を知っている。
理論は形式である
{\displaystyle {p}_{t+1}=p_{t}} + 力の要因
pが人口の文化について何か面白いことを測るところ、例えばまじめな労働者である従業員の分数。すべてほかに等しい教えることと模倣が文化を繰り返す傾向がある。まじめな文化での労働者の分数は世代から世代まで類似のままでいる傾向がある。まじめな労働者が他の人たちが模倣するべきまじめな行動を設計して、そして新入社員に熱心さを教えようとする。同じことがなまけ者のために言われることができる。
典型的に、我々が力と呼ぶいくつかの過程が長い間に文化を変えるために同時に作用するであろう。例えば、経営者がそれがなまけて見いだして、そして罰することが難しいことを見いだすかもしれない。まじめな労働者がなまけることを実験して、そしてめったに悪影響がないことに気付くかもしれない。それ故、若干のまじめな従業員がなまけ者になるかもしれない。新入社員が若干の人々がなまける、そして若干名が一生懸命働くと述べるかもしれない。彼らはより易しい進路の方が好きである傾向があるかもしれない。同時に、多くのまじめな労働者を持っている人たちが成功するかもしれない間に、なまけ者の短波を持った会社が失敗する傾向があるであろう。繁栄している会社が早々に失敗する人たちよりずっと多くの新しい労働者を社会化する機会を持つであろう。終局的な経済の労働力の全体的な品質は熱心さを好んでいる人たちに対してなまけることに賛成している力のバランスによって決定されるであろう。理論家はこのような進化のモデルの抽象的な特性に興味を持っている。経験主義者は最も良く実際の進化するシステムを記述するモデルを見いだすことに興味を持っている。実世界開業者は会社の、あるいは経済の労働力の品質を改善するか、あるいは害を与えるかもしれない方針の結果を予測することに興味を持っている。

## 二重相続理論の興味深い項目
理論家を含む二重相続に興味を持たせた実質的な質問
- 文化の適応性があるコストと利益
- 自然での文化的な学習メカニズムの外見上明白な希少性
- 文化的な学習と伝達の基礎となっている認知の過程、（すなわち社会的学習）
- 人間の心理学と人間の社会の歴史に対する遺伝子文化共進化の影響
- 異なった種類の文化的な進化の率
- 象徴的なシステムの発展
- 共同の発展における文化の役割

## 歴史的な発展
人類の文化が生物学的進化と類似した進化的なプロセスを経るという考えは少なくともチャールズ・ダーウィンにまで遡ることができる。1960年代にはドナルド・キャンベルが文化の進化に生物学的な進化理論を応用する最初の理論的研究を発表した。1976年に文化進化に関する二つの理論の発展はDITの舞台を整えた。リチャード・ドーキンスの『利己的な遺伝子』は一般の読者に文化進化と言う考えをもたらした。彼の本は過去を通じてもっとも影響を残した科学書の一つであるが、数学的な記述を完全に省いていたためにDITの理論的発展にはほとんど影響を及ぼさなかった。同年、遺伝学者マーカス・フェルドマンとカヴァッリ＝スフォルツァは遺伝子＝文化共進化の最初のダイナミックモデルを発表した。
彼らのモデルはDITの以降の研究の基礎を築いた。1980年以降3冊の影響力のある本が出版された。最初の一つはチャールズ・ラムズデンとE.O.ウィルソンの『遺伝子・心・文化』である。この本は遺伝的進化が文化的特徴の選択をどのようにもたらすか、次に文化的特徴がどのように遺伝的進化の速度に影響を与えるかの数学モデルを提示して概説した。それは遺伝子と文化がどのようにして共進化しえるかを初めて記述した最初の本であったが、のちのDITの発展に与えた影響は相対的に小さかった。幾人かの批評家は、彼らが文化的メカニズムよりも遺伝的メカニズムを重視し過ぎていると感じた。ウィルソンの社会生物学を取り巻く論争もこの本の長期的な影響力を弱めた原因かも知れない。
次の本は1981年のカヴァッリ＝スフォルツァとフェルドマンの『文化的伝達と進化：量的アプローチ』であった。集団遺伝学と疫学の理論の応用によって、この本は文化的特徴の広まりの数学的理論を築いた。彼らは親から子へ文化的特徴が受け渡される「垂直伝達」と、集団の古い世代から若い世代へ受け継がれる「間接的伝達」、同じ集団間のメンバーで受け渡される「水平伝達」の進化的意義を記述した。
三つめの重要な本はロバート・ボイドとピーター・リチャーソンの『文化と進化的プロセス』（1985）である。この本は、異なる環境下での社会学習の進化、社会学習への人口の影響、文化学習のルールに関わる様々な選択要因、伝達バイアスの様々な形、集団レベルの影響、文化的進化と遺伝的進化の間のコンフリクトなどに関する数学モデルを提示し、現在のスタンダードである。そして結論では今日でも意義のある、後の研究の方向性を概説した。

## さらなる研究
1985年にボイドとリチャーソンは将来のDIT研究の概要を述べた。彼らは理論的なモデルと経験的な研究双方の発展を必要とした。DITはその後20年にわたって豊かな理論モデルを構築した。しかし経験的な研究に相当する分野は発展しなかった。2006年のインタビューでハーバードの生物学者E.O.ウィルソンはDITに向けられる注目の小ささに失望を表明した。「...いくつかの理由で私は完全に探れていないのだが、このもっとも有望な科学的探求のフロンティアは極めて少ない人とほんのわずかな努力しか引きつけていない。」
ケビン・ラランドとギリアン・ブラウンはこの関心の欠如をDITの定式化されたモデルへの重苦しい信頼のためだと考えている。そのような分野は、例えば進化心理学のようなそれほど綿密ではない他の分野ほどにはメディアの注目を集めない。「もっとも複雑で全てのアプローチにとって潜在的があるこの分野は、複数のプロセスとシグマやデルタの知的な猛攻撃によって、非常に熱心な読者以外にはあまりに抽象的に見えすぎるかもしれない。理論的な象形文字が世間に受け入れられる経験科学に翻訳されるまで、多くの評者はメッセージを顧みないままだろう」
エコノミスト、ハーバート・ギンタスはこの批評に同意しない。そして既存の経験的な研究として行動経済学の技術を用いた近年の研究を引用する。彼が挙げた行動経済学の技術は、15の小さな共同体の協力関係の差異に関するフィールド研究に基づいて、研究室で仕立てられた文化進化モデルの予測をテストするのに適していた。DITの目標の一つは人の文化的特徴の分布の解明であるため、民族誌学や民族学の技術はDITに生じている困難な仮説の検証にも役立つかも知れない。伝統的な民族学研究の発見はDITの主張を強化するのに用いられたが、仮説を正しく検証するためにデザインされた民族誌学的なフィールドワークはほとんどなかった。DITを検証するために既存の民族誌学のデータを用いることの主な問題は、文化を超個体的な実体とする文化人類学の仮定のため、民族誌学のデータが集団内の個人の文化的差異を無視し、集団間の差異に注目する傾向があったことである。
DITは多様な学問分野を一つの理論の元に統一する大きな可能性を持っていると考える研究者もいる。Alex Mesoudiらは異なる時間的、空間的スケールにおける人間行動への疑問に答えることができる包括的な文化進化理論をDITが構築できると認めた。ギンタスは『ゲーム理論による社会科学の統合』(NTT出版、2011)において、ゲーム理論とともにDITを経済学、生物学、人類学、社会学、心理学と政治学を含む行動科学を統一する可能性があるとし、その統合の枠組みには5つの概念的単位があるとして、その筆頭に(a)遺伝子と文化の共進化(つまりDIT)を上げている。他の4つは、(b)規範に関する社会心理学理論、(c)ゲーム理論、(d)合理的主体のモデル、(e)複雑系の理論、挙げている。
進化経済学会は2012年3月18日の午後(セッションD1およびE1)において、「ボールズ・ギンタスの進化社会科学とわれわれの立場」というシンポジウムを企画している。ここでは、進化経済学の立場から、統合には慎重な立場が多く表明されている。

## 他の分野との関連

### 社会学と文化人類学
社会学と文化人類学における主要な二つのトピックは人間の文化と、文化のバリエーションである。しかしDITの理論家は二つの分野が、文化を人間行動に指図する超個体的な実体であると見なしすぎると指摘する。文化は集団の多くが共有する一連の特徴のセットによって規定され、個人レベルの文化的なバリエーションは無視される。これはDITとはっきりと対照的である。DITは個人レベルで文化をモデル化し、さらに集団レベルでのダイナミックな進化的プロセスの結果として解釈する。

### 人間社会生物学と進化心理学
人間社会生物学と進化心理学は現在あるいは過去の時代に、どのように遺伝的適応度を最大化してきたかを理解することで人間行動を説明しようと試みる。この二つの分野の研究者にとってしばしば文化は取るに足らないか重要でなく遺伝的適応度に束縛されるものと考えられる。ありふれた非適応的（であるようにみえる）形質に直面したとき、これらの分野の研究者はそれが血縁選択や初期の進化環境（進化適応環境）でどのように個人の適応度を増大させたかを解明しようと試みる。
DIT理論家は対照的に、遺伝的な自然選択に加えて、さまざまな遺伝的および文化的進化のプロセスの影響を考慮する。

### 人間行動生態学
人間行動生態学とDITには生態学と進化生物学の間と同じような類似した関係がある。人間行動生態学は生態学的なプロセスにより関心を持ち、DITは歴史的なプロセスにより関心がある。一つの違いは人間行動生態学がしばしば文化を各々の環境でもっとも適応的な結果を生み出すシステムであると仮定する点である。これは類似した行動的伝統が類似した環境では見られなければならないことを意味する。しかし必ずしもそうではない。アフリカの文化に関する研究は文化的な歴史が地域的な生態的状況よりも文化形質をよく予測できると言うことを示した。

### 進化経済学/進化社会科学
進化経済学ないし進化社会科学の一部には、二重相続理論を利他的行動の基礎におこうとする動きがみられる。Richerson and Boyd は、進化理論および人間以外の霊長類にそれが見られないことから、利他的行動は、遺伝子のみによる進化では起こりそうにないと注意している。かれらは文化進化が人間社会に共感的利他性を進化させる環境を作ったと考えている。

### ミーム学
リチャード・ドーキンスは『利己的な遺伝子』でミームを記述した。ミーム学はDITと同じように、文化を遺伝子の伝達とは異なる進化的プロセスを経ると見なす。しかしミーム学とDITの間には哲学的な違いがある。違いの一つはミーム学が文化変異（ミーム）の選択可能性に関心を持つと言う点である。DITはまた非・自己複製子的な文化の伝達も考慮する。またDITは文化形質を必ずしも自己複製子と見なさないか、あるいは自己複製子には累積的な適応進化が必要だとは必ずしも考えない。とはいえしばしばDITは文化的な変異が自己複製すると仮定する（すなわちミームをモデル化する）。DITはまた文化進化の能力を形作る遺伝子の役割をより強く強調する。
しかしおそらくもっとも大きな違いはアカデミックな血統の違いである。ミーム学は大衆文化で非常に有名だが、アカデミックな影響力は小さい。ミーム学の研究者はおそらく論争を避けるためにミーム学というラベルを避けることもある。ミーム学は経験的な支持がないか概念的に根拠がないとしばしば批判される。してミーム学は成功の見込みがあるかどうかが疑問視される。